# Bellottia
Bellottia is een geslacht van straalvinnige vissen uit de familie van naaldvissen (Bythitidae). Het geslacht is voor het eerst wetenschappelijk beschreven in 1883 door Giglioli.

## Soorten
- Bellottia apoda Giglioli, 1883
- Bellottia armiger (Smith & Radcliffe, 1913)
- Bellottia cryptica Nielsen, Ross & Cohen, 2009
- Bellottia galatheae Nielsen & Møller, 2008
- Bellottia robusta Nielsen, Ross & Cohen, 2009